# Carsten Niebuhr
Carsten Niebuhr (Lüdingworth, 1733. március 17. – Meldorf, 1815. április 26.) dán nemzetiségű német matematikus és térképész.
V. Frigyes dán király megbízásából vett részt egy expedícióban, amely Egyiptomot és a Közel-Keletet célozta meg. Tudóstársai közül egyedül ő maradt életben, és hazatérése után a Den Arabiske Rejse (Dán arábiai expedíció) címen kiadott munkájával vált világszerte ismertté. 1772-ben jelent meg Koppenhágában német nyelven, alcíme: Arábia leírása saját megfigyeléseim és az országban gyűjtött hírek alapján. 1776-ig négy kötetben tette közzé tapasztalatait, bár az utolsó kötet csak 1837-ben jelent meg. Az expedíció ötlete Johann David Michaëlistől (1717–1792) származott, aki teológus és filológus volt, és a bibliai kutatásaihoz lett volna szüksége jemeni adatokra. A kezdeményezést Johan Hartvig Ernst Bernstorff (1712–1772) külügyminiszter karolta fel, aki meggyőzte az uralkodót a vállalkozás fontosságáról. Mire Niebuhr hazatért, már VII. Keresztély uralkodott, aki szerint az expedíció elhanyagolható eredménnyel járt.

## Életpályája
Az alsó-szászországi Lüdingvorth-ban született, amely ma Cuxhaven része. Földműves család leszármazottja, így bár matematikai érdeklődése és tehetsége korán megmutatkozott, csak alapszintű földmérői tanulmányokat folytathatott. 1760-ban egy oktatója hívta fel a figyelmét, hogy csatlakozhat egy tudományos expedícióhoz, amelyet V. Frigyes támogatott, és amelynek elsődleges feladata a Vörös-tenger árapályának tanulmányozása, mérése lett volna abból a célból, hogy az exodus vörös-tengeri átkelési történetére tudományos magyarázat születhessen. 
Niebuhr nem tudósként, hanem hadnagyi rangú kartográfusként került a csapatba, akinek a feladata a meglévő térképek pontosítása, új térképek rajzolása és az expedíció útvonalának rögzítése volt. A vállalkozásban négy másik fiatal tudós vett részt; Frederik Christian von Haven (1728–1763) filológus, Peter Forsskål (1732–1763) botanikus, Georg Wilhelm Bauernfeind (1728–1763) rézmetsző és festőművész, Christian Carl Cramer (1732–1764) orvos. Rajtuk kívül egy Lars Berggren (?–1763) nevű svéd dragonyos, pomerániai veterán közlegény is a legénységhez tartozott, akinek feladata az öt másik kiszolgálása volt. Őt többnyire nem számítják a résztvevők közé, maga Niebuhr is csak öt emberről beszél munkáiban.
1761 januárjában érkeztek Alexandriába. Kairóban elkészítette a város első tömbszintű térképét, amelyen minden utca és a jelentősebb épületek, építmények (mecsetek, bazárok, kutak, csatornák, paloták, temetők) is rajta voltak. Forsskållal látogatta meg a gizehi piramismezőt, ahol az itt található piramisokon minden addiginál pontosabb méréseket végzett, jelentősen gyarapítva a piramisok jellemző adatainak listáját. Innen felhajóztak a Níluson Felső-Egyiptomba, majd onnan vissza északra, Szuezbe. Innen Niebhuhr látogatást tett a Sínai-hegynél. 
1762 októberében Szuezből hajóval Dzsiddáig, mad szárazföldön a Jemen déli kiszögellésénél lévő Mukháig. Az útnak ezen a szakaszán 1763. május 25-én elhunyt van Haven, majd július 11-én Forsskål is. A megmaradt tagok Mukhából Szanaába utaztak, Jemen fővárosába, ám az északiak számára elviselhetetlen sivatagi klíma miatt hamarosan visszatértek a vörös-tengeri kikötőbe. Innen Mumbai következett, azonban az oda vezető úton az expedíció művésze, Bauernfeind is meghalt (1763. augusztus 29.), majd Indiában az orvos, Cramer is. Niebuhr egyedül maradt a vállalkozásban résztvevők közül. Berggren sorsa ismeretlen, még 1763-ban halt meg, de őt Niebuhr tulajdonképpen csak egyszer említi, amikor Cramer nem akart egy lovat meggyógyítani, de neki sikerült.
Niebuhr 14 hónapot töltött Indiában, majd Perszepolisz felé vette az irányt, és Biszotunban elsőként másolta le pontosan a behisztuni feliratokat, amely munkája nagy lökést adott az ékírás megfejtésének. Babilon romjait is lerajzolta, járt Bagdadban, Moszulban és Aleppóban is. 1764-ben Palesztinában és Cipruson tett körutat, végül a Torosz-hegységen átkelve megérkezett Isztambulba 1767 végén, ahonnan Bukarest és Varsó érintésével 1768 novemberében érkezett meg Koppenhágába.
Koppenhágában telepedett le, de mivel VII. Keresztély sikertelennek minősítette az expedíciót, így megélhetése érdekében aktív katonai szolgálatot vállalt néhány évig. 1772-es első könyve után megnősült, majd 1774-ben és 1778-ban két további kötetet adott ki Arábiával és a Közel-Kelet többi részével kapcsolatban, ezekben jelent meg a behisztuni felirat másolata is. Feltételezte, hogy írásról van szó, mivel korábban sokan egyszerű mintának, díszítésnek gondolták ezeket a jeleket. Korszakalkotó módon ő mutatott rá először, hogy a behisztuni feliraton nemhogy írás van, de az három különböző jellegű, következésképpen háromnyelvű szöveg. Később bebizonyosodott, hogy óperzsa, újelámi és akkád nyelvű szövegeket azonosított. Azt is megállapította, hogy balról jobbra kell olvasni. 1776-ban a Svéd Királyi Tudományos Akadémia a tagjává választotta, 1778-ban köztisztviselői állást vállalt a holsteini Meldorfban, és haláláig, 1815-ig ott élt. 1817-ben fia, Barthold Georg Niebuhr kiadta apja életrajzát.
A negyedik kötetben az egyiptomi méréseit ismertette, valamint kiadta az elhunyt Forsskål jegyzeteit is.

## Fordítás
- Ez a szócikk részben vagy egészben  a   Carsten Niebuhr című angol Wikipédia-szócikk ezen változatának fordításán alapul.  Az eredeti cikk szerkesztőit annak laptörténete sorolja fel. Ez a jelzés csupán a megfogalmazás eredetét és a szerzői jogokat jelzi, nem szolgál a cikkben szereplő információk forrásmegjelöléseként.